# Phyllocosmus africanus
Phyllocosmus africanus är en tvåhjärtbladig växtart som beskrevs av Johann Friedrich Klotzsch. Phyllocosmus africanus ingår i släktet Phyllocosmus och familjen Ixonanthaceae. Inga underarter finns listade i Catalogue of Life.

## Bildgalleri

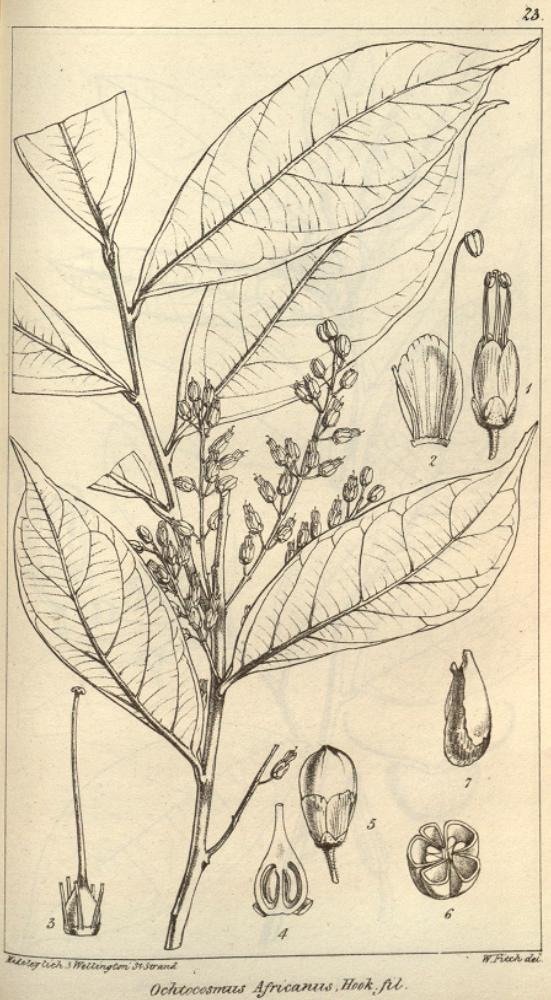